# Смит-Камерон, Джей
Джей Смит-Ка́мерон (англ. J. Smith-Cameron), имя при рождении — Джин Изабе́ль Смит (англ. Jean Isabel Smith; род. 7 сентября 1957, Луисвилл, Кентукки) — американская актриса

. Номинантка на премию «Тони» (1991) за роль Дэбби Брайант и младшего лейтенанта Уильяма Фэдди в пьесе «Наша страна хороша» (1991), две премии «Эмми» (2022, 2023) и премию «Золотой глобус» (2024) за роль Джерри Келлман в драматическом сериале HBO «Наследники» (2018—2023).

## Ранние годы
Джин Изабель Смит родилась 7 сентября 1957 года в Луисвилле, штат Кентукки, США, в семье архитектора Ричарда Шарпа Смита-младшего (1914—2000) и библиотекаря Мэри Р. Смит (1922—2017). Её дед по отцовской линии, Ричард Шарп Смит-старший (1853—1924), был архитектором. У неё есть брат, Рик Смит, и старшая сестра — Джо Энн Смит (род. 1948), учительница на пенсии и бывшая актриса. Она выросла в Гринвилле, штат Южная Каролина.
Она училась в Университете штата Флорида в течение года и была зачислена в его театральную школу, где познакомилась с кинорежиссёром Виктором Нуньесом, который взял её на главную роль в своём фильме «Гал Ён Ун» (1979). Она также изучала актёрское мастерство в HB Studio в Нью-Йорке.
В колледже её стали называть «Джей Смит» из-за опасений, что её имя, Джин, было слишком девчачьим. Она добавила фамилию Камерон, когда Ассоциация актёрского капитала сообщила ей, что уже есть актёр Джей Смит, и существует правило, согласно которому два актёра не могут иметь одно и то же профессиональное имя.

## Карьера
Смит-Камерон добилась наибольшего успеха, благодаря своим ролям на Бродвейской и Офф-Бродвейской сценах. В 1991 году она была номинирована на премию «Тони» за лучшую женскую роль второго плана в пьесе «Наша страна хороша». Она получила две премии «Obie» (1998, 2012) и премию «Драма Деск» (2012), на которую претендовала ещё четыре раза (1995, 1998, 2004, 2014). Среди её работ роли в постановках «Преступления сердца» (1982), «Одолжите тенора!» (1989), «Когда настанет ночь» (1999), «Тартюф, или Обманщик» (1999, 2003) и «После ночи и музыки» (2005).
На большом экране Смит-Камерон сыграла роли второго плана в ряде фильмов, среди которых «Черинг Кросс Роуд, 84» (1987), «Той самой ночью» (1992), «Джеффри» (1995), «Великая Афродита» (1995), «Сабрина» (1995), «Клуб первых жён» (1996), «Вход и выход» (1997), «Кэрри 2: Ярость» (1999), «Маргарет» (2011) и «На грани» (2012).
С 1984 по 1985 год Смит-Камерон снималась в мыльной опере «Направляющий свет», а после получила второстепенную роль в ситкоме «Дни и ночи Молли Додд» (1990—1991). Также она появилась в телесериалах «Закон и порядок» (1992—2009), «Закон и порядок: Специальный корпус» (2001) и «Закон и порядок: Преступное намерение» (2001—2007), где сыграла разные роли. С 2010 по 2011 год она играла Мелинду Микенсс в телесериале «Настоящая кровь», а с 2013 по 2016 год — одну из главных ролей Джанет Толбот в телесериале «Исправлять ошибки». С 2018 по 2023 год Смит-Камерон играла Джерри Келлман в телесериале «Наследники». За эту роль она была награждена двумя премиями Гильдии киноактёров США (2022, 2024) вместе с актёрским составом, а также получила две личные номинации на премию «Эмми» (2022, 2023) и номинацию на премию «Золотой глобус» (2024).

## Личная жизнь
С 2000 года Смит-Камерон замужем за кинорежиссёром, драматургом и сценаристом Кеннетом Лонерганом. У супругов есть дочь — Нелли Лонерган (род. в январе 2002), актриса, кинопродюсер и монтажёр.

## Актёрские работы

### Театр
| Год  | Название                                            | Оригинальное название                              | Роль                                           | Место проведения | Театр                                            |
| ---- | --------------------------------------------------- | -------------------------------------------------- | ---------------------------------------------- | ---------------- | ------------------------------------------------ |
| 1982 | Преступления сердца                                 | Crimes of the Heart                                | Бэйб Ботрелл                                   | Бродвей          | Театр Джона Голдена                              |
| 1983 | Умемние                                             | The Knack                                          | Нэнси                                          | Офф-Бродвей      | Театр на 23-й улице                              |
| 1985 | Голос Черепахи                                      | The Voice of the Turtle                            | Салли Миддлтон                                 | Офф-Бродвей      | Театр на Юнион-сквер                             |
| 1985 | Элис и Фред                                         | Alice and Fred                                     | Элис Митчелл                                   | Офф-Бродвей      | Театр Черри Лейн                                 |
| 1986 | Женщины Манхэттена                                  | Women of Manhattan                                 | Ронда                                          | Офф-Бродвей      | Нью-Йоркский центр                               |
| 1986 | Дикий мёд                                           | Wild Honey                                         | Марья Ерфимовна Грекова                        | Бродвей          | Театр Вирджинии                                  |
| 1989 | Одолжите тенора!                                    | Lend Me a Tenor                                    | Мэгги                                          | Бродвей          | Королевский театр                                |
| 1990 | Моя сумасшедшая жизнь                               | Mi Vida Loca                                       | Дайана                                         | Офф-Бродвей      | Нью-Йоркский центр                               |
| 1991 | Наша страна хороша                                  | Our Country's Good                                 | Дэбби Брайант / младший лейтенант Уильям Фэдди | Бродвей          | Голландец                                        |
| 1992 | Маленький Египет                                    | Little Egypt                                       | Бернадетт Вальц                                | Офф-Бродвей      | Playwrights Horizons                             |
| 1992 | Настоящий инспектор Хаунд Пятнадцатиминутный Гамлет | The Real Inspector Hound The Fifteen Minute Hamlet | Фелисити Офелия                                | Бродвей          | Правая сцена центра «Критерий»                   |
| 1992 | На бездельнике, или на следующем поезде             | On The Bum, Or The Next Train Through              | Норма                                          | Офф-Бродвей      | Playwrights Horizons                             |
| 1993 | Ловушки                                             | Traps                                              | Кристи                                         | Офф-Бродвей      | Нью-Йоркская театральная мастерская              |
| 1993 | Владельцы                                           | Owners                                             | Мэрион                                         | Офф-Бродвей      | Нью-Йоркская театральная мастерская              |
| 1993 | Дездемона: Пьеса о платке                           | Desdemona: A Play About a Handkerchief             | Дездемона                                      | Офф-Бродвей      | Репертуарный театр «Круг»                        |
| 1994 | Голая правда                                        | The Naked Truth                                    | Сисси Бермисс Дарнли                           | Офф-Бродвей      | Театр Мастерской арт-фонда актёров               |
| 1995 | Дон Жуан в Чикаго                                   | Don Juan in Chicago                                | Дона Эльвира                                   | Офф-Бродвей      | Театр «Первичные этапы»                          |
| 1995 | Игра — это вещь                                     | The Play's the Thing                               | Илона Сабо                                     | Бродвей          | Правая сцена центра «Критерий»                   |
| 1996 | Голубое окно                                        | Blue Window                                        | Либби                                          | Офф-Бродвей      | Нью-Йоркский центр                               |
| 1997 | Как пчёлы тонут в мёде                              | As Bees In Honey Drown                             | Алекса Вере де Вере                            | Офф-Бродвей      | Театр Люсиль Лортел                              |
| 1999 | Память воды                                         | The Memory of Water                                | Мэри                                           | Офф-Бродвей      | Нью-Йоркский центр                               |
| 1999 | Когда настанет ночь                                 | Night Must Fall                                    | Оливия Грейн                                   | Бродвей          | Лицейский театр                                  |
| 1999 | Тартюф, или Обманщик                                | Tartuffe                                           | Эльмире                                        | Офф-Бродвей      | Театр Делакорта                                  |
| 1999 | Фадди Мирс                                          | Fuddy Meers                                        | Клэр                                           | Офф-Бродвей      | Нью-Йоркский центр                               |
| 2001 | Музыка со сверкающей планеты                        | Music from a Sparkling Planet                      | Тамара Томорроу                                | Офф-Бродвей      | Театр Гринвич-Хауса                              |
| 2003 | Тартюф, или Обманщик                                | Tartuffe                                           | Дорин                                          | Бродвей          | Театр Американских авиалиний                     |
| 2004 | Сара, Сара                                          | Sarah, Sarah                                       | Сара Гросберг, Джинни Гросберг                 | Офф-Бродвей      | Нью-Йоркский центр                               |
| 2004 | Бог ада                                             | The God of Hell                                    | Эмма                                           | Офф-Бродвей      | Актёрская студия драматического школьного театра |
| 2005 | После ночи и музыки                                 | After the Night and the Music                      | Глория, Кэтлин, Митци Грейд                    | Бродвей          | Театр «Билтмор»                                  |
| 2006 | Ручка                                               | Pen                                                | Хелен                                          | Офф-Бродвей      | Playwrights Horizons                             |
| 2008 | Хорошие мальчики и правда                           | Good Boys and True                                 | Элизабет                                       | Офф-Бродвей      | Театр «Вторая сцена»                             |
| 2009 | Звёздный посланник                                  | The Starry Messenger                               | Энн Уильямс                                    | Офф-Бродвей      | Театр «Три»                                      |
| 2010 | Эта надежда — изменчивая штука                      | That Hopey Changey Thing                           | Джейн Эппл Холлс                               | Офф-Бродвей      | Театр «Анспахер»                                 |
| 2011 | Сладкий и грустный                                  | Sweet and Sad                                      | Джейн Эппл Холлс                               | Офф-Бродвей      | Театр «Анспахер»                                 |
| 2012 | Служанки                                            | The Maids                                          | Мадам                                          | Офф-Бродвей      | Театр Святого Климента                           |
| 2012 | Извини                                              | Sorry                                              | Джейн Эппл Холлс                               | Офф-Бродвей      | Театр «Анспахер»                                 |
| 2013 | Джуно и зарплата                                    | Juno and the Paycock                               | Джуно Бойл                                     | Офф-Бродвей      | Ирландский репертуарный театр                    |
| 2015 | Дорогая Элизабет                                    | Dear Elizabeth                                     | Элизабет                                       | Офф-Бродвей      | Театр «МакГинн-Казейл»                           |
| 2018 | Мир Мэри Фрэнсис                                    | Peace for Mary Frances                             | Элис                                           | Офф-Бродвей      | Театр Элис Гриффин «Шкатулка для драгоценностей» |
| 2023 | Любовные письма                                     | Love Letters                                       | Мелисса Гарднер                                | Офф-Бродвей      | Ирландский репертуарный театр                    |

### Фильмография
| Год       |     | Русское название                            | Оригинальное название             | Роль                                                      |
| --------- | --- | ------------------------------------------- | --------------------------------- | --------------------------------------------------------- |
| 1979      | ф   | Галь Ён Ун                                  | Gal Young Un                      | Элли                                                      |
| 1984—1985 | с   | Направляющий свет                           | Guiding Light                     | Нэнси Феррис                                              |
| 1985      | тф  | Комната восстановления                      | The Recovery Room                 | доктор Нина Фаррелл                                       |
| 1985—1989 | с   | Уравнитель                                  | The Equalizer                     | Ванесса / Сьюзан Фоксуорт / Натали Сантелли               |
| 1987      | ф   | Черинг Кросс Роуд, 84                       | 84 Charing Cross Road             | Джинни                                                    |
| 1988      | с   | Американский театр                          | American Playhouse                | Луиз Брайант                                              |
| 1990      | с   | Программа спасения жизни восточного Гарлема | H.E.L.P.                          | миссис Перри                                              |
| 1990—1991 | с   | Дни и ночи Молли Додд                       | The Days and Nights of Molly Dodd | Рамона Луккезе                                            |
| 1992      | ф   | Той самой ночью                             | That Night                        | Кэрол Блум                                                |
| 1992—2009 | с   | Закон и порядок                             | Law & Order                       | мисс Московиц / Пола Даунинг / Линда Дроси / адвокат Уорд |
| 1994      | тф  | Двойная жизнь                               | She Led Two Lives                 | Анджела Андерсон                                          |
| 1995      | ф   | Джеффри                                     | Jeffrey                           | Шэрон                                                     |
| 1995      | ф   | Великая Афродита                            | Mighty Aphrodite                  | жена Бада                                                 |
| 1995      | ф   | Современный роман                           | A Modern Affair                   | Дайан                                                     |
| 1995      | ф   | Пусть это буду я                            | Let It Be Me                      | Кларис                                                    |
| 1995      | ф   | Сабрина                                     | Sabrina                           | Кэрол                                                     |
| 1996      | с   | Убойный отдел                               | Homicide: Life on the Street      | Эйвис Гриффин                                             |
| 1996      | ф   | Шпионка Харриет                             | Harriet the Spy                   | миссис Уэлш                                               |
| 1996      | ф   | Клуб первых жён                             | The First Wives Club              | мисс Салливан                                             |
| 1996      | ф   | Владелица                                   | The Proprietor                    | техаска                                                   |
| 1996      | с   | Спин-Сити                                   | Spin City                         | Лиза                                                      |
| 1997      | ф   | Арест Джины                                 | Arresting Gena                    | Кэролайн Ли                                               |
| 1997      | кор | Изменённая цена                             | Prix Fixe                         | Виктория                                                  |
| 1997      | ф   | Вход и выход                                | In & Out                          | Трина Пакстон                                             |
| 1998      | с   | Американское приключение                    | American Experience               | миссис Ховард                                             |
| 1999      | ф   | Кэрри 2: Ярость                             | The Rage: Carrie 2                | Барбара Лэнг                                              |
| 2000      | ф   | Можешь рассчитывать на меня                 | You Can Count on Me               | Мейбл                                                     |
| 2001—2007 | с   | Закон и порядок: Преступное намерение       | Law & Order: Criminal Intent      | Труди Померански / мисс Хилл                              |
| 2003      | с   | Улица «К»                                   | K Street                          | жена Томми                                                |
| 2005      | ф   | Горько-сладкое место                        | Bittersweet Place                 | Вайолет                                                   |
| 2006      | ф   | Очень важная персона                        | A Very Serious Person             | Кэрол                                                     |
| 2007      | с   | Шестеро                                     | Six Degrees                       | Мэгги Ньютон                                              |
| 2008      | с   | Кентерберийский закон                       | Canterbury’s Law                  | Элисса Шапиро                                             |
| 2010      | с   | Эта страшная буква «Р»                      | The Big C                         | Вивиан                                                    |
| 2010—2011 | с   | Настоящая кровь                             | True Blood                        | Мелинда Микенс                                            |
| 2011      | ф   | Маргарет                                    | Margaret                          | Джоан                                                     |
| 2011      | с   | Закон и порядок: Специальный корпус         | Law & Order: Special Victims Unit | Дайан Эскас                                               |
| 2012      | ф   | На грани                                    | Man on a Ledge                    | психиатр                                                  |
| 2013—2016 | с   | Исправлять ошибки                           | Rectify                           | Джанет Толбот                                             |
| 2014      | ф   | Как воскресенье, так дождь                  | Like Sunday, Like Rain            | Мэри                                                      |
| 2014      | с   | Мадам госсекретарь                          | Madam Secretary                   | Элис Миллевой                                             |
| 2015      | кор | Всё и сразу                                 | Everything All at Once            | Сьюзан                                                    |
| 2015      | с   | Хорошая жена                                | The Good Wife                     | Самара Стил                                               |
| 2016      | ф   | Кристин                                     | Christine                         | Пег Чаббак                                                |
| 2016      | ф   | Без оплаты, с обнажёнкой                    | No Pay, Nudity                    | Дебра                                                     |
| 2016—2018 | с   | Развод                                      | Divorce                           | Элейн Кэмпбелл                                            |
| 2017—2020 | с   | В поиске                                    | Search Party                      | Мэри Фергюсон                                             |
| 2018      | ф   | Нэнси                                       | Nancy                             | Эллен Линч                                                |
| 2018      | с   | Моцарт в джунглях                           | Mozart in the Jungle              | Эми Ратледж                                               |
| 2018—2023 | с   | Наследники                                  | Succession                        | Джерри Келлман                                            |
| 2021      | кор | Белая свадьба                               | White Wedding                     | Клементин                                                 |
| 2022      | ф   | За один год                                 | The Year Between                  | Шерри Миллер                                              |
| 2022      | ф   | Месть                                       | Vengeance                         | Шэрон Шоу                                                 |
| 2022      | мс  | Флейшман в беде                             | Fleishman Is in Trouble           | Барбара Хиллер                                            |
| 2023      | с   | Уэйко: Последствия                          | Waco: The Aftermath               | Лоис Роден                                                |
| 2023      | мс  | Подросток Эвтаназия                         | Teenage Euthanasia                | Марни                                                     |
| 2024      | мс  | В курсе дела                                | In the Know                       | Барб                                                      |
| 2024      | ф   | Черепахи — и нет им конца                   | Turtles All the Way Down          | профессор Эбботт                                          |
| 2024      | с   | Хитрости                                    | Hacks                             |                                                           |

### Видеоклипы
| Название                | Год  | Артист         | Примечание   |
| ----------------------- | ---- | -------------- | ------------ |
| Say It Like You Mean It | 2023 | Sleater-Kinney | главная роль |

## Награды и номинации
| Год  | Премия                               | Категория                                                                              | Работа                 | Результат  |
| ---- | ------------------------------------ | -------------------------------------------------------------------------------------- | ---------------------- | ---------- |
| 1991 | Тони                                 | Лучшая женская роль второго плана в пьесе                                              | Наша страна хороша     | Номинация  |
| 1995 | Драма Деск                           | Лучшая женская роль в пьесе                                                            | Голая правда           | Номинация  |
| 1998 | Драма Деск                           | Лучшая женская роль в пьесе                                                            | Как пчёлы тонут в мёде | Номинация  |
| 1998 | Obie                                 | Лучшая женская роль                                                                    | Как пчёлы тонут в мёде | Победа     |
| 1998 | Внешнее общество критиков            | Лучшая женская роль в пьесе                                                            | Как пчёлы тонут в мёде | Номинация  |
| 2000 | Внешнее общество критиков            | Лучшая женская роль в пьесе                                                            | Фадди Мирс             | Номинация  |
| 2004 | Драма Деск                           | Лучшая женская роль в пьесе                                                            | Сара, Сара             | Номинация  |
| 2011 | Опрос о фильмах «Village Voice»      | Лучшая женская роль второго плана                                                      | Маргарет               | 7-е место  |
| 2011 | Опрос критиков «IndieWire»           | Лучшая женская роль второго плана                                                      | Маргарет               | 10-е место |
| 2012 | Драма Деск                           | Лучший актёрский состав                                                                | Сладкий и грустный     | Победа     |
| 2012 | Obie                                 | Лучшая женская роль                                                                    | Сладкий и грустный     | Победа     |
| 2012 | Международное общество киноманов     | Лучшая женская роль второго плана                                                      | Маргарет               | Победа     |
| 2014 | Драма Деск                           | Лучшая женская роль в пьесе                                                            | Джуно и зарплата       | Номинация  |
| 2018 | Общество кинокритиков Бостона        | Лучшая женская роль второго плана                                                      | Нэнси                  | Номинация  |
| 2019 | Независимый дух                      | Лучшая женская роль второго плана                                                      | Нэнси                  | Номинация  |
| 2021 | Серебряное перо                      | Лучшая женская роль второго плана в драматическом сериале                              | Наследники             | Номинация  |
| 2021 | Серебряное перо                      | Лучший актёрский состав в драматическом сериале                                        | Наследники             | Победа     |
| 2022 | Эмми                                 | Лучшая женская роль второго плана в драматическом телесериале                          | Наследники             | Номинация  |
| 2022 | Премия Гильдии киноактёров США       | Лучший актёрский состав в драматическом сериале                                        | Наследники             | Победа     |
| 2022 | Выбор критиков                       | Лучшая женская роль второго плана в драматическом сериале                              | Наследники             | Номинация  |
| 2022 | Ассоциация голливудских критиков     | Лучшая женская роль второго плана в телерадиовещательном или кабельном сериале — драма | Наследники             | Номинация  |
| 2022 | Ассоциация онлайн-кино и телевидения | Лучшая женская роль второго плана в драматическом сериале                              | Наследники             | Номинация  |
| 2023 | Эмми                                 | Лучшая женская роль второго плана в драматическом телесериале                          | Наследники             | Номинация  |
| 2023 | Золотой глобус                       | Лучшая женская роль второго плана — мини-сериал, телесериал или телефильм              | Наследники             | Номинация  |
| 2023 | Золотые дерби                        | Лучшая женская роль второго плана в драматическом сериале                              | Наследники             | Номинация  |
| 2023 | Ассоциация онлайн-кино и телевидения | Лучшая женская роль второго плана в драматическом сериале                              | Наследники             | Номинация  |
| 2023 | Международная премия онлайн-кино     | Лучший актёрский состав в драматическом сериале                                        | Наследники             | Номинация  |
| 2024 | Премия Гильдии киноактёров США       | Лучший актёрский состав в драматическом сериале                                        | Наследники             | Победа     |
| 2024 | Спутник                              | Лучшая женская роль второго плана — мини-сериал, телесериал или телефильм              | Наследники             | Номинация  |